# چری ئی‌کیو۱
چری ئی‌کیو۱ یک خودروی برقی است که توسط بخش خودروهای برقی چری تولید می‌شود.

## بررسی اجمالی
این خودرو در واقع ادامه نسل چری کیوکیو۳ است. این خودرو در سال ۲۰۱۶ معرفی و در سال ۲۰۱۷ وارد بازار شد.
ئی‌کیو۱ مجهز به ۱ موتور ۳۰ کیلووات (۴۰ اسب بخار) و ۱۲۰ نیوتن متر (۸۹ پوند نیرو-فوت) است و حداکثر سرعت خودرو ۱۰۰ کیلومتر بر ساعت (۶۲ مایل بر ساعت) است. در زمان معرفی، قیمت خودرو از ۴۹٬۸۰۰ یوان تا ۹۹٬۸۰۰ یوان (از ۷٬۲۴۰ دلار تا ۱۴٬۵۱۶ دلار) بود.
ظرفیت باتری این خودرو ۳۰٫۶ کیلووات ساعت است که با هربارَ شارژ بالای ۳۰۰ کیلومتر را طی می‌کند

شارژ باتری با استفاده از شارژر ۶٫۶ کیلوواتی ۵–۷ ساعت طول می‌کشد، در حالی که شارژ سریع از ۳۰٪ تا ۸۰٪ ۳۰ تا ۵۰ دقیقه طول می‌کشد.

## نگارخانه

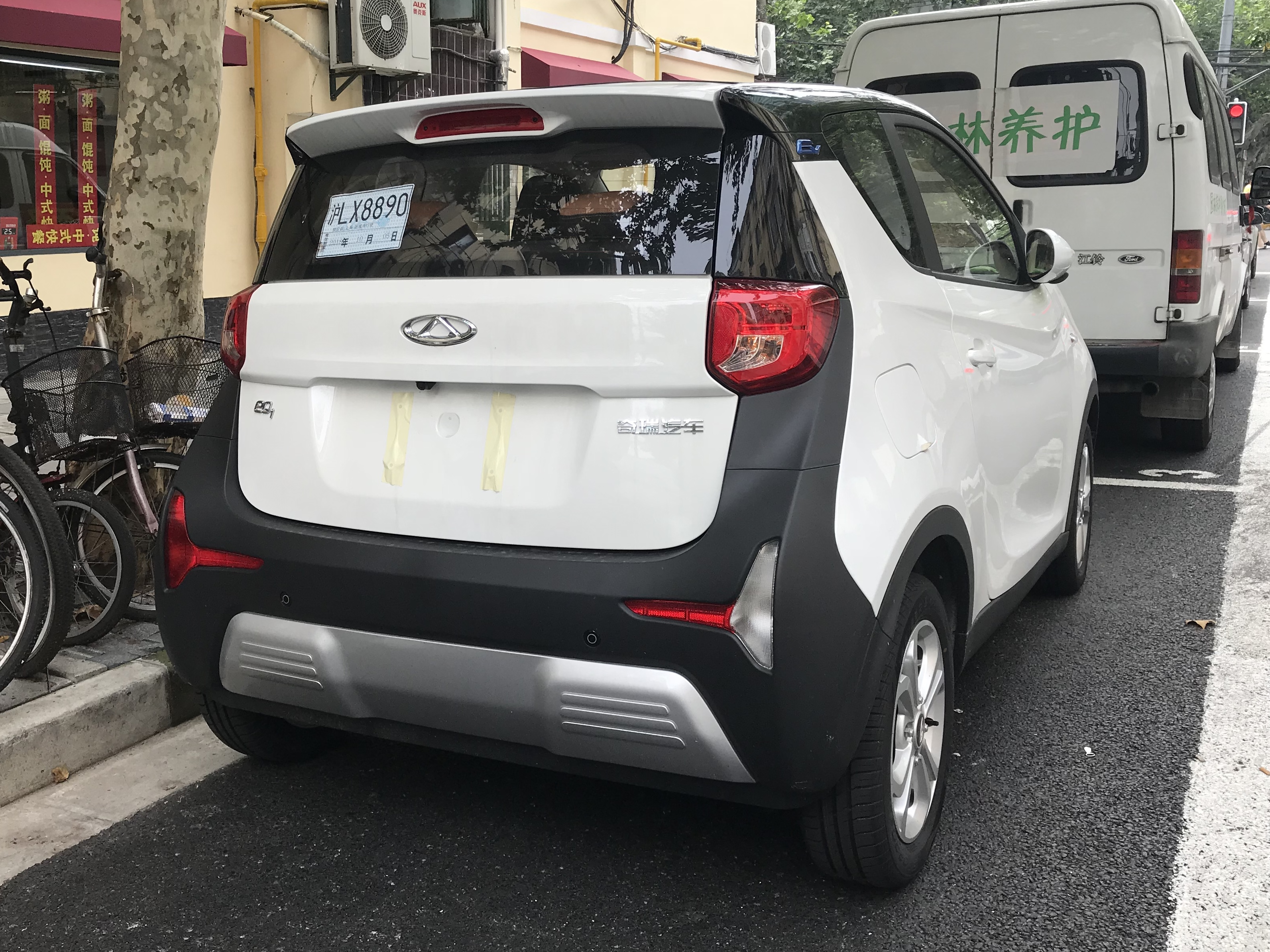
نمای عقب
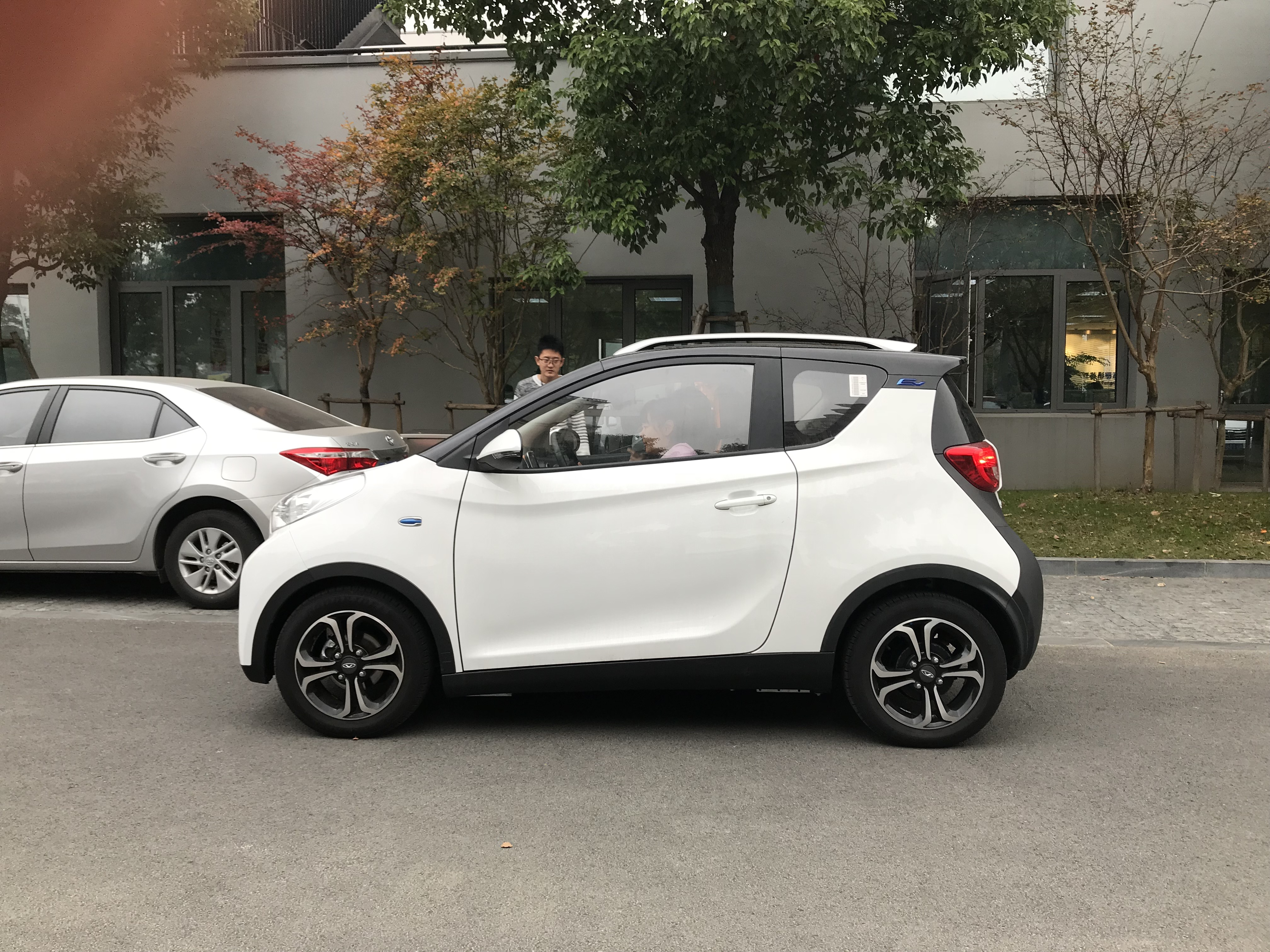
نمای جانبی